# Rue Saint-Louis (Le Touquet-Paris-Plage)
La rue Saint-Louis est une voie du Touquet-Paris-Plage dans le département du Pas-de-Calais. Après la traversée du boulevard Daloz, elle se poursuit par l'avenue Saint-Louis. Autrefois, la partie de cette avenue, au nord du jardin d'Ypres et jusqu'au parc des Pins, s'appelait avenue du Parc Central. 

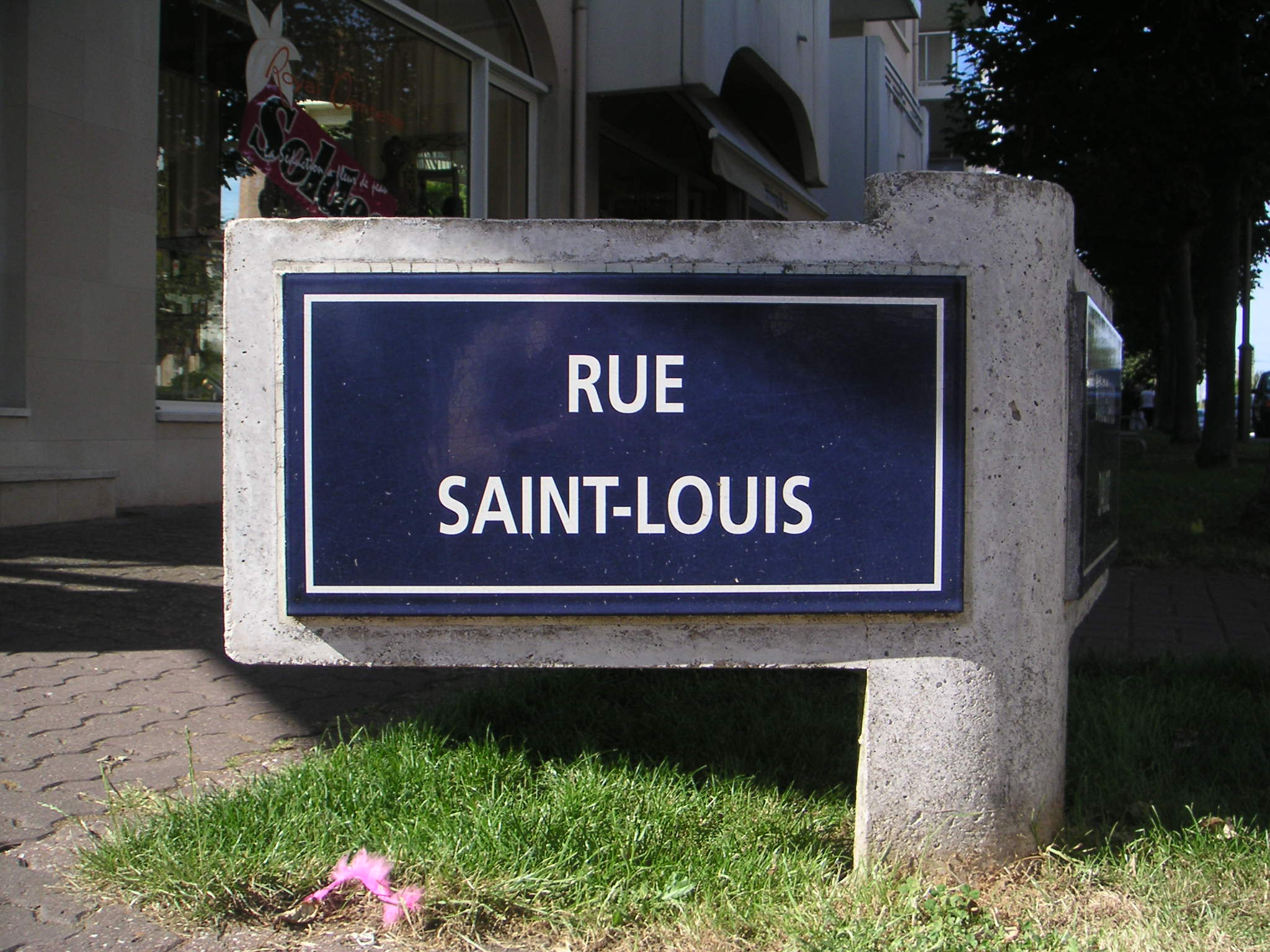

Cette voie comprend un ensemble de villas remarquables, notamment la villa Pomme d'Api, construite en 1923 sur les plans de l’architecte Louis Quételart pour lui-même, inscrite à l'inventaire des monuments historiques, et un ensemble de cinq villas accolées construites à la fin du XIXe siècle sur les plans de l'architecte Anatole Bienaimé, ensemble recensé à l'inventaire général du patrimoine culturel.

## Localisation
La rue Saint-Louis est l'une des rues qui relient le boulevard du Docteur-Jules-Pouget au boulevard Daloz. Elle est située dans le lotissement défini par le géomètre Raymond Lens.
Elle doit son nom à la femme de confiance du château d'Alphonse Daloz qui se prénommait « Louise ».

## Côté impair

### Intersection avec le boulevard Jules-Pouget

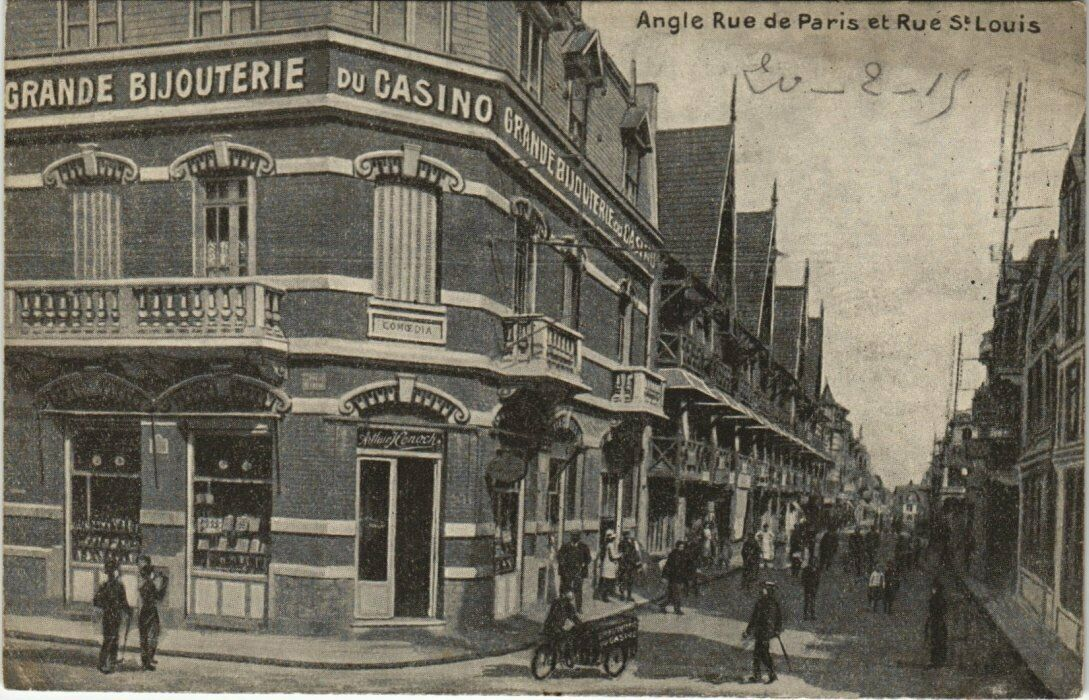
Immeuble Comedia situé 13, rue Saint-Louis.

- no 1 (lot 6) - résidence Névada[2], construite en 1975[3]. Cet immeuble comprend 23 appartements en copropriété[RNC 1].
- no 3 (lot 7) - Immeuble Red Bird[2]. Cet immeuble comprend 4 appartements en copropriété[RNC 2].
- no 5 (lot 8) - résidence Anthéa[2] construite à l'emplacement de garages. Cette résidence comprend 19 appartements en copropriété[RNC 3].
- nos 7 - 9 - 11 (lot 280) - immeuble L'Amirauté[2] construit à l'emplacement de villas anciennes dont la villa Tartarin construite en 1892[4] au no 7, villa Bip Bip au no 9 et Bar de l'Amirauté au no 11. Cet immeuble comprend 20 appartements en copropriété[RNC 4].
- no 13 (lot 36) - petit immeuble Comedia. Au rez-de-chaussée, agence de la Société générale dont l'entrée est à l'angle avec la rue de Paris. Cet immeuble comprend 2 appartements en copropriété[RNC 5].

### Intersection avec la rue de Paris

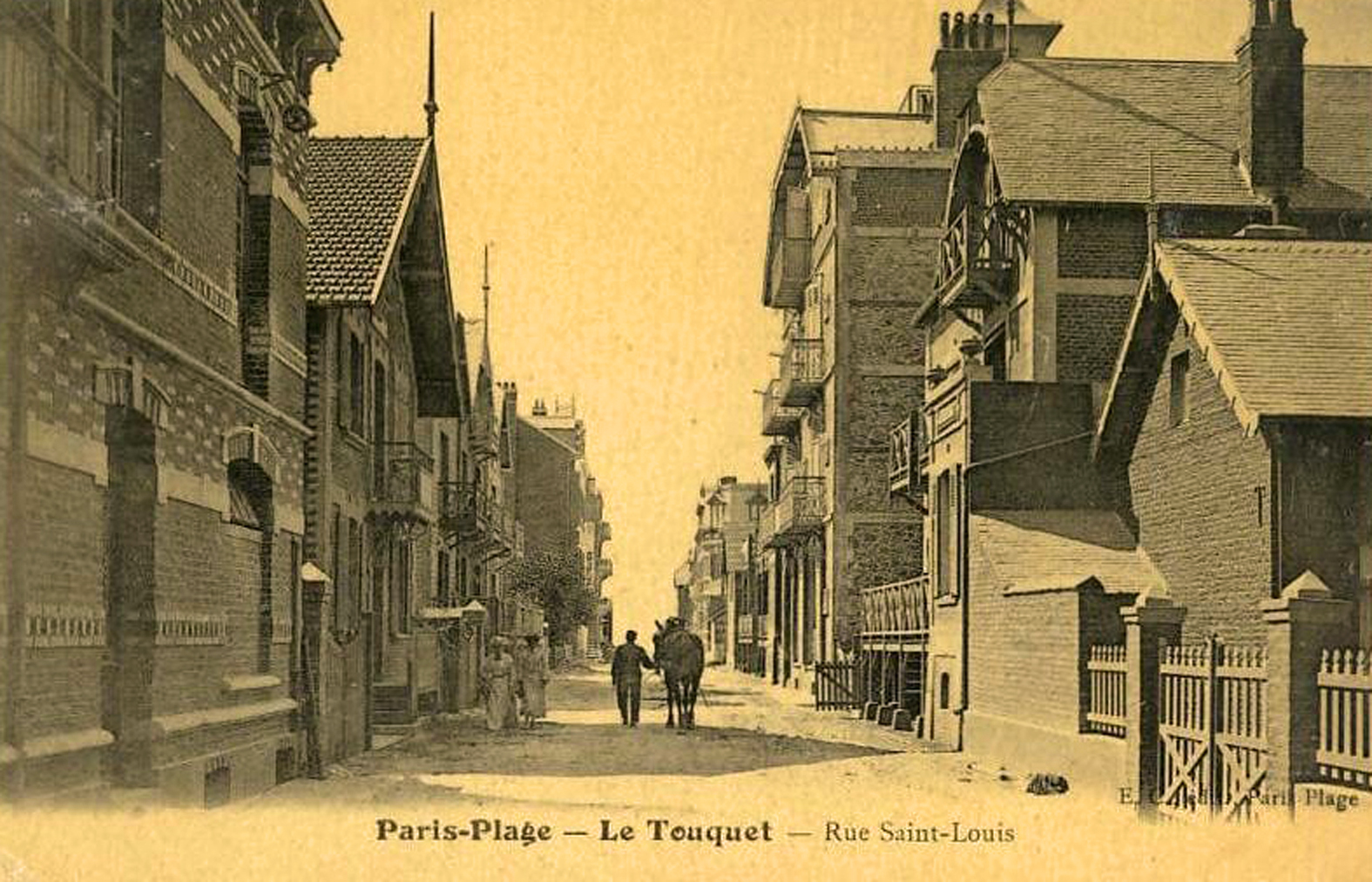
Rue Saint-Louis.

- angle (entrée 79 rue de Paris) - construction ancienne en brique. Au rez-de-chaussée, le commerce historique était une boulangerie dont le fournil occupait le bâtiment au no 15. Commerce au rez-de-chaussée : Touquet Sushi[5].
- no 15 (lot 319) - Affichage du permis de construire no DP 062 826 24 00040 en date du 18 mars 2025 relatif à la construction d'un immeuble collectif de 4 logements avec un commerce en rez-de-chaussée.
- no 17 (lot 39) - Villa Gaëtan[2] construite en 1892[6] sur les plans de l'architecte Fernand Buisset.
- no 19 (lot 51) - Résidence Plein Sud[2] construite à l'emplacement du Savoy-Hôtel, anciennement chalet Maria-Evrard construit en 1899[7]. Le Savoy-Hôtel comptait 100 lits et hébergea les poilus blessés lors de la Première Guerre mondiale, en tant qu'annexe de l’hôpital 35[8]. Cette résidence comprend 23 appartements en copropriété[RNC 6].
- (lot 53) : 
  - allée pour allée au no 21
  - no 23 - villa Margarita[9] occupée au rez-de-chaussée par une conciergerie[10].
- no 25 (lot 291) - Petit immeuble. Au rez-de-chaussée : Institut de beauté et bar à ongles[11].

### Intersection avec la rue de Londres
- no 27 (lot 20 ) - Villa Cooper Cage construite sur les plans de l'architecte Jean Boissel[2]. Elle comprend 4 appartements en copropriété[RNC 7]. Commerces au rez-de-chaussée : Jojo’s Dough (cookies) + un cabinet paramédical (ostéopathie, réflexologie plantaire, luxopuncture...).
- no 29 (lot 21) - Manufacture du Touquet (boutique-fabrique de biscuits à tous les parfums)[12]. Le bâtiment de cette manufacture a été construit à la place d'un bâtiment abritant (dans les années 1970) plusieurs commerces en rez-de-chaussée : garage, Au frais Saint-Louis, bowling, ou encore le bar Saint-Louis en 2011-2015[13].
- no 31 (lots 23 et 24) - Villa Les Bégonias (lot 23) et villa Floria (lot 24) dont les noms ont disaru lors de ravalements. Commerces au rez-de-chaussée : Petit Cube jusque 2024 puis Mélusine Bijoux en 2025[14] + salon de coiffure Tchip jusqu'en 2024[15].

### Intersection avec la rue de Metz
- no 33 (lot 25) - villa Francis-Marthe[16]. Restaurant au rez-de-chaussée.
- no 35 (lot 26) - villa ancienne, en pierre, anciennement nommée Les Lierres.
- no 37 (lot 27) - villa ancienne, en pierre, anciennement nommée Etche-Ona.
- no 39 (lot 43) - villa Traviata. Commerce au rez-de-chaussée : salon de coiffure « Salon Serge »[2].
- no 41 (lot 388) - villa La Touquettoise[2], anciennement Les Mouettes. Cette villa comprend 4 appartements en copropriété[RNC 8].
- no 43 (lot 383) - résidence Marine[2]. Ce petit immeuble comprend 6 appartements en copropriété[RNC 9]. Commerce au rez-de-chaussée : Créateurs Club.
- villa scindée en deux :
  - no 45 (lot 60) - villa Nid d'hirondelles[2]. Cette villa comprend 3 appartements en copropriété[RNC 10].
  - no 47 (lot 61) - villa Libellule[2].
- allée permettant l'accès aux villas à l'arrière : Tabarka, André et Yvonne.
- bâtiment en angle, accès rue de Moscou.

### Intersection avec la rue de Moscou
- no 53 (lot 70) (entrée au 65 bis rue de Moscou) : villa Pomme d'Api[2], construite en 1923 sur les plans de l’architecte Louis Quételart pour lui-même : ce fut sa première habitation et agence. Il quittera cette villa en 1925 pour la villa Les Mutins. Cette villa (façades et toiture) est inscrite à l'inventaire des monuments historiques depuis le 1er décembre 1997[17].
- no 55 (lot 71) - villa Le Petit Jacques[2].
- no 57 (lot 74) - villa Jouvence[18] construite en 1912[I 1].
- nos 59-61 ensemble de deux villas accolées
  - no 59 (lot 75) - villa Babord[2],[b 1].
  - no 61 (lot 76) - villa Tribord[2],[b 1].
- no 63 (lot 77) - résidence Saint-Louis[2]. Cette résidence comprend 16 appartements en copropriété[RNC 11].
- no 65 (lot 78) - Cet immeuble comprend 3 appartements en copropriété[RNC 12].
- no 67 (lot 404) - résidence Samothrace[2] cosntruite en 1976 à la place de la villa L'Oiseau bleu. Cette résidence comprend 25 appartements en copropriété[RNC 13].
- allée
- (lot 106) immeuble d'angle

### Fin de la rue Saint-Louis à l'intersection avec le boulevard Daloz: début de l'avenue Saint-Louis

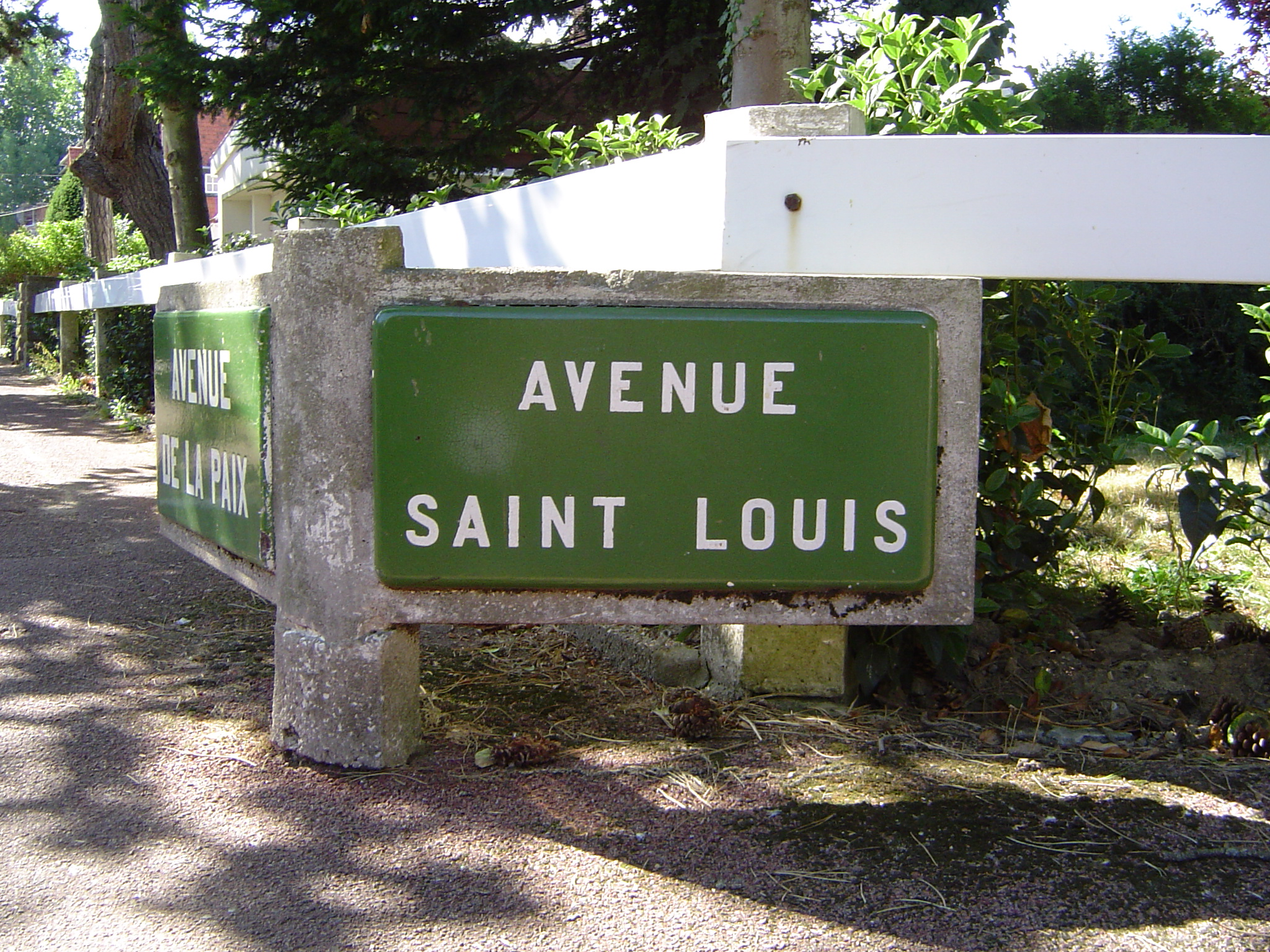

Le numérotage des habitations de l'avenue Saint-Louis est un numérotage métrique.
- (lot 429) - résidence Alexandra[2]. Cette résidence est l'ancien « hôtel Alexandra » construit en 1929 sur les plans de l'architecte Élie Chorein.
- no 57 (lot 355) - villa La Butte[2].
- no 63 (lot 354) - villa La Maison normande[2].
- no 95 (lot 353) - villa La Forêt bleue[2].
- no 109 (lot 352) - villa Chris Lodge[2].
- no 131 (lot 540) - résidence Californie[2].
- no 171 (lot 373) - villa Clarmil[DVF 1].

## Côté pair

### Début de la rue Saint-Louis à l'intersection avec le boulevard Jules-Pouget
- nos 2 à 8 (lot 81) - Résidence de la Mer, immeuble construit en 1976 à la place de l'hôtel de la Mer, celui-ci ayant succédé en 1956 au Grand-Hôtel, premier grand hôtel de luxe construit à Paris-Plage qui avait succédé à l'imposant établissement de bois construit en 1886[f 1]. Cet immeuble comprend 185 appartements en copropriété[RNC 14]. Commerces au rez-de-chaussée : Clair-Obscur, Club de bridge, Charles-Quint Immobilier, Galerie Wagner, SAS Mélières, Lux Intérieurs[19].

### Intersection avec la rue de Paris
- nos 10 à 16 (lot 282) - résidence Samarcande[2] (deux entrées aux nos 14 et 16) construite en 1976 à l'emplacement de l'ancien casino de la plage. Cette résidence comprend 31 appartements en copropriété[RNC 15]. Au rez-de-chaussée : office notarial[20].
- no 18 (lot 78) - villa Laurileine[2] anciennement nommée La Prétentaine et Le Muguet lors de sa construction en 1892[7].
- no 20 (lot 77) - villa Bel Air construite en 1892[7].
- no 22 (lot 303) - villa ancienne Les Pamiers, recouverte de bois.
- allée et accès au 24.
- no 26 (lot 74) - villa Chipinette[2] en fond de cour, construite en 2004[I 2].
- no 28 (lot 60) - villa La Surprise.
- allée pour accéder au n°30.
- nos 32 à 36 (lot 253) - immeuble Saint-Louis[2], façade en brique. Cet immeuble comprend 6 appartements en copropriété[RNC 16]Commerce au rez-de-chaussée : Ma petite famille française.

### Intersection avec la rue de Londres
- nos 38 à 46 (lots 165, 392, 393) -
- no 38 - vieil immeuble Le Bayard[2]. En façade au rez-de-chaussée : « Approvisionnement général ».
- no 38 bis - construction en cours de 2 commerces.
- petit immeuble. Agence Société générale au rez-de-chaussée (anciennement Crédit du Nord).

### Intersection avec la rue de Metz
- no 48 (lot 163) - villa[DVF 1] Le Roulis rénovée et repeinte en bleu en 2015. Commerce en rez-de-chaussée : Petit Cube.
- nos 50-52-54 - ensemble de trois villas
  - no 50 - villa Lakmé[2]
  - no 52 - villa[DVF 2] Chèvrefeuille[21].
  - no 54 - villa Sapho[2], ravalement (plusieurs couleurs) en 2025
- no 54 bis (lot 149) - villa Ficlodi.
- no 56 (lot 148)  et 58 (lot 145) ; résidence Le Louisiane[2]. Cette résidence comprend 16 appartements en copropriété[RNC 17]
- no 62 (lot 144) - villa Cleval[2] anciennement Pigeon-vole.
- no 64 (lot 143) - villa Lisette[2]
- no 66 (lot 142) entrée au 88, rue de Moscou, villa Les Paillettes[2] (le nom avait été couvert de peinture sur le côté, rue Saint-Louis, mais il redevient visible en 2024) transformée en 7 appartements en copropriété[22].

### Intersection avec la rue de Moscou
- no 68 (lot 123) - villa Rigoletto[2]. Devant la maison, sur la clôture, on lit le nom Rigoletto mais en haut du pignon côté rue Saint-Louis, sur un fronton destiné à cet effet, le nom de la villa est gravé depuis l'origine en grosses lettres : Rigolletto (avec deux « l »).
- nos 70-72-74-76 - ensemble de cinq villas dû à l'architecte Anatole Bienaimé.
  - no 70 - Petit Faust[2]
  - no 72 - Blanche de Castille[2], anciennement Madja.
  - no 74 - villa Grain de fantaisie repeinte en 2025 (plusieurs bleus)
  - no 76 - Iritzina[2]
  - no 76 bis - villa Chat botté,[b 1].
- no 78  (lot 118) - villa Colibri[2]
- no 80 (lot 116) - villa Ariane[2],[DVF 1].
- no 82 (lot 112) - villa repeinte blanc/bleu.
- no 86 (lot 111) - petit parking
- (lot 400) - Résidence Ambassadeur[2], construite au début des années 1970 en remplacement de trois villas : le long du boulevard Daloz (La Résidence et Babiole) et le long de la rue Saint-Louis (Babiole et Bricole). Cette résidence a fait la une des journaux lorsque les carreaux de sa façade se sont disloqués petit à petit après la construction, puis lorsqu'un balcon s'est effondré en 2017[23].

### Fin de la rue Saint-Louis à l'intersection avec le boulevard Daloz: début de l'avenue Saint-Louis
Le numérotage des habitations de l'avenue Saint-Louis est un numérotage métrique.
- no 24 (anciennement no 2 (lot 338) - villa Les Ibis, construite en 1928[2].
- nos 46-52 - villa scindée en deux :
  - no 46 (lot 443) : villa Zermatt[2].
  - no 52 (lot 340) - villa Cottage fleuri[2].
- no 66 (lot 343) - villa Tanagra[2].
- no 84 (lot 344) - villa Le Marteau d'ivoire[2].
- no 126 (lot 351) - villa Louja[2].
- no 136 (lot 458) - villa Charmeuse[2].
- no 156 (lot 459) - villa Aloa[2], à l'architecture moderne.

#### Ouvrages
- Patricia Crespo, Le Touquet, les noms de nos villas racontent..., avril 1993 (ISBN 2-9507571-0-3)

1. 1 2 3  p. 59.

- Édith et Yves De Geeter, Images du Touquet-Paris-Plage, juin 1987

1. ↑  p. 127.

#### Fichier des ventes immobilières sur le site de la DGFiP
1. ↑  vente en 2024.
2. ↑  vente en 2025.

#### Site des demandes de valeur foncière (DVF)
1. 1 2 3  Vente en 2021.
2. ↑  Vente en 2023.

#### Registre national des copropriétés
1. ↑  Fiche de la copropriété Névada.
2. ↑  Fiche de la copropriété Red Bird.
3. ↑  Fiche de la copropriété Anthea.
4. ↑  Fiche de la copropriété L'Amirauté.
5. ↑  Fiche de la copropriété 88 rue de paris 13 rue de saint louis.
6. ↑  Fiche de la copropriété Plein Sud.
7. ↑  Fiche de la copropriété 27 rue saint Louis.
8. ↑  Fiche de la copropriété La Touquettoise.
9. ↑  Fiche de la copropriété Résidence Marine.
10. ↑  Fiche de la copropriété Nid d'hirondelles.
11. ↑  Fiche de la copropriété Saint Louis.
12. ↑  Fiche de la copropriété 65 Saint Louis.
13. ↑  Fiche de la copropriété Samothrace.
14. ↑  Fiche de la copropriété La Mer.
15. ↑  Fiche de la copropriété Samarcande.
16. ↑  Fiche de la copropriété Saint Louis.
17. ↑  Fiche de la copropriété Le Louisiane.

#### Autres sources
1. ↑  Mémoires de la Société académique du Touquet-Paris-Plage 1933-1934, ouvrage publié par la Société académique du Touquet-Paris-Plage, p. 44-49.
2. 1 2 3 4 5 6 7 8 9 10 11 12 13 14 15 16 17 18 19 20 21 22 23 24 25 26 27 28 29 30 31 32 33 34 35 36 37 38 39 40 41 42 43 44 45 46 47 48 49 50  Nom visible sur la façade ou la clôture, en juillet 2025.
3. ↑  
« Résidence Névada », sur le site pss-archi.eu (consulté le 12 juillet 2025).
4. ↑  Villa Tartarin.
5. ↑  Touqte Sushi.
6. ↑  Villa Gaëtan.
7. 1 2 3  Les villas et chalets.
8. ↑  Chalet Maria-Evrard / Savoy-Hotel.
9. ↑  Le nom a disparu lors d'un ravalement.
10. ↑  Conciergerie Saint-Jean.
11. ↑  Oplae Ongles.
12. ↑  Site Gault&Millau.
13. ↑  Société Le Saint-Louis.
14. ↑  Le site des Échos du Touquet.
15. ↑  Site de Tchip au Touquet.
16. ↑  Nom disparu lors de ravalement.
17. ↑  « Villa Pomme d'Api », notice no PA62000022, sur la plateforme ouverte du patrimoine, base Mérimée, ministère français de la Culture.
18. ↑  Le nom a été effacé lors d'un ravalement.
19. ↑  Lux Intérieurs.
20. ↑  Office notarial.
21. ↑  Le nom a été effacé.
22. ↑  Fiche de la copropriété LES PAILLETTES dans le Registre national des copropriétés.
23. ↑  
« Un balcon s'effondre sur la chaussée », sur le site du quotidien La Voix du Nord, 7 juin 2017 (consulté le 19 juillet 2022).